# Kyung-wha Chung

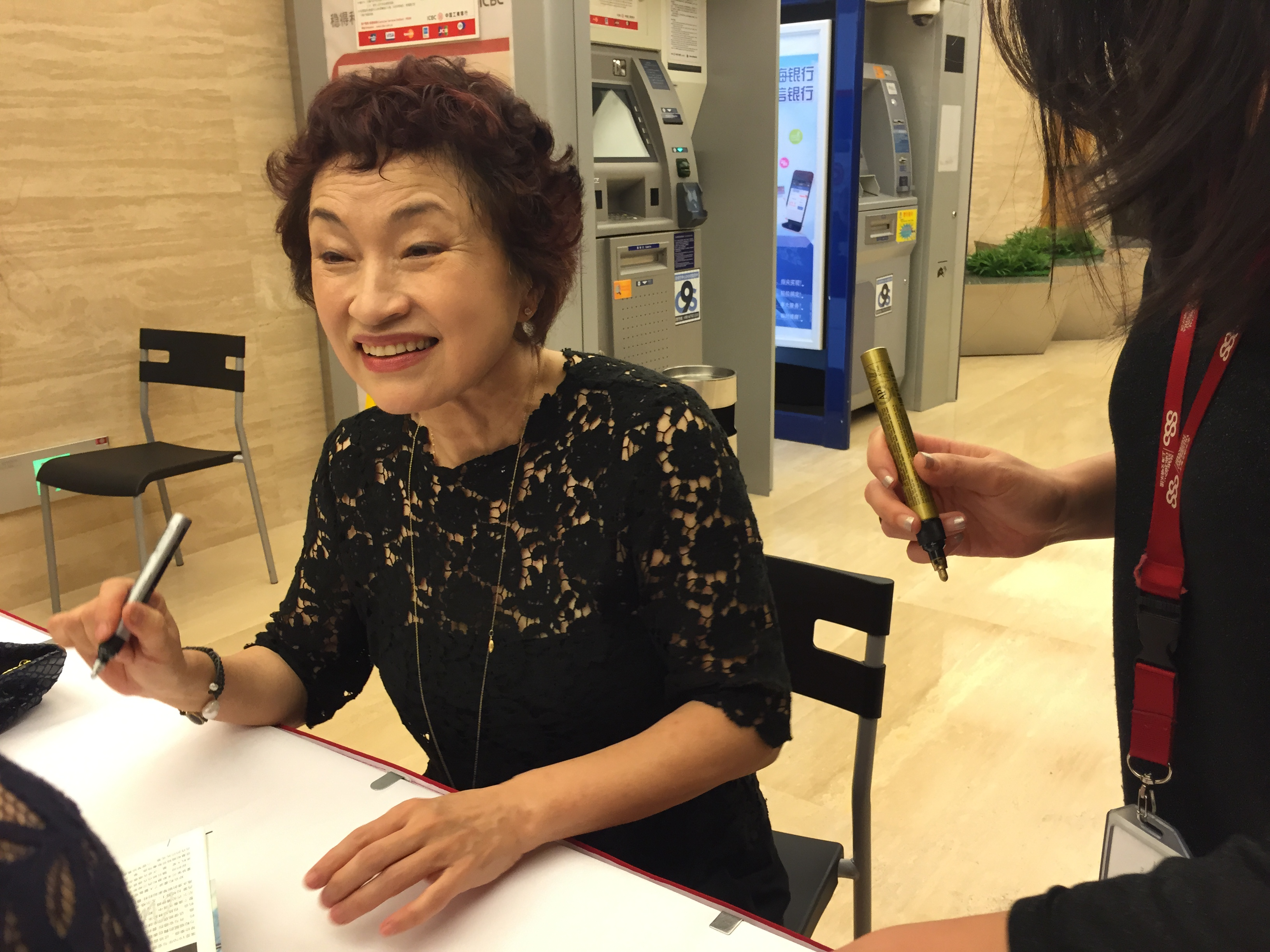
Kyung-Wha Chung

Kyung-wha Chung (Seoul, 26 marzo 1948) è una violinista sudcoreana.
È riconosciuta in tutto il mondo come una delle migliori violiniste della sua generazione.

## Biografia
Kyung-wha Chung ha iniziato gli studi di pianoforte all’età di 4 anni e gli studi di violino all’età di 7 anni. Ha esordito a nove anni con la Seoul Philharmonic Orchestra. Con il passare del tempo ha vinto costantemente la maggior parte dei concorsi per violino in Corea. In quel periodo, con i suoi fratelli, Myung-wha Chung, violoncellista e Chung Myung-whun, pianista, si è esibita sia come solista che come parte di un ensemble. Quando i bambini divennero famosi in Corea, la madre di Chung sentì che il Sud Corea era un paese troppo piccolo per i suoi figli per promuovere la loro carriera musicale, e decise di trasferirsi in America.
All'età di tredici anni, è arrivata per la prima volta negli Stati Uniti. Ha frequentato la Juilliard School di New York, dove ha studiato con Ivan Galamian. In seguito, e già a carriera avviata, ha continuato a perfezionarsi in Europa con Joseph Szigeti. 
Nel 1967, Chung e Pinchas Zukerman furono i vincitori congiunti del concorso internazionale “Leventritt Competition”, la prima volta per un risultato del genere nella storia del concorso.  Questo premio ha avuto come conseguenza l’ingaggio per numerosi impegni in Nord America, come con la Chicago Symphony Orchestra e la New York Philharmonic. 
Una grande opportunità per la sua carriera arrivò nel 1970 come sostituta di Itzhak Perlman, con la London Symphony Orchestra. Il successo di questo impegno è continuato con molte altre esibizioni nel Regno Unito. Ha avuto così inizio una brillante carriera di solista che, dopo il debutto a Londra, sotto la direzione di André Previn, l’ha portata a esibirsi nelle più importanti sale del mondo, suonando come solista con le più rinomate orchestre. Nel corso della sua carriera, Kyung Wha Chung si è esibita al fianco dei migliori direttori d'orchestra, tra cui Claudio Abbado, Daniel Barenboim, Charles Dutoit, Bernard Haitink, Riccardo Muti, Simon Rattle, Georg Solti e Klaus Tennstedt.
Chung è anche intensamente impegnata nell’attività discografica. Il suo repertorio è molto vasto ed è incentrato soprattutto sulla grande letteratura dell’800. Oltre all’attività come solista, Chung si dedica con assiduità alla frequentazione del repertorio cameristico; in quest’ambito merita di essere ricordata soprattutto per la collaborazione con la sorella Myung-wha Chung (violoncellista e insegnante presso la Korean National University of Arts di Seoul) e il fratello Chung Myung-whun (pianista), con i quali ha formato il “Chung Trio” che ha riscosso consensi in tutto il mondo. Il fratello Chung Myung-whun si è poi dedicato quasi esclusivamente all’attività direttoriale. 
Nel 2005, una malattia causata da un infortunio la costrinsero a interrompere temporaneamente la sua carriera. Il suo ritorno più recente sulle scene internazionali è stato a Londra alla Royal Festival Hall nel dicembre 2014. 
Dal 1967 al 1985 ha usato lo Stradivari  “Harrison” del 1693.